# Tetraglochin alatum
Tetraglochin alatum là loài thực vật có hoa trong họ Hoa hồng. Loài này được (Gillies ex Hook. & Arn.) Kuntze miêu tả khoa học đầu tiên năm 1898.